# Такер, Джеймс Гай
Джеймс (Джим) Гай Такер-младший (англ. Jim Guy Tucker; 13 июня 1943, Оклахома-Сити — 13 февраля 2025, Литл-Рок) — американский политический деятель, юрист, член Демократической партии. Занимал пост губернатора штата Арканзас с 1992 по 1996 год.
Такер был вынужден уйти в отставку с поста губернатора в июле 1996 года, после осуждения за мошенничество. Страдал болезнью печени, перенёс операцию по пересадке печени в клинике Мейо.
После ухода из политики Такер постоянно жил в Литл-Роке, был женат на Бетти Такер.
Такер начал проходить лечение в хосписе в январе 2025 года и умер в больнице Литл-Рока от осложнений язвенного колита 13 февраля 2025 года в возрасте 81 года.